# Автономный университет Пуэбла
Автономный университет Пуэбла (исп. Benemérita Universidad Autónoma de Puebla (BUAP) ― старейший и крупнейший мексиканский государственный университет в городе Пуэбла. Университет основан 15 апреля 1578 года, как Колледж Святого Духа (англ. Colegio del Espíritu Santo), школа финансировалась Обществом Иисуса на протяжении большей части испанской колониальной эпохи, прежде чем превратиться в государственный колледж в 1825 году и, в конечном итоге, в государственный университет в 1937 году. Приметы религиозного происхождения университета можно заметить во многих зданиях университета, расположенных в центре города Пуэбла, являвшихся в своё время церквями колониальной эпохи.
Центральный кампус расположен в городе Пуэбла, а более девяти филиалов распределены по всей территории штата Пуэбла. В настоящее время университет является одной из 105 научных организаций, участвующих в эксперименте ALICE в ЦЕРНе. Специалисты университета Пуэбла, МГУ и РАН ведут многолетнюю научную работу по теме «Управляемые переходы в динамических бистабильных системах и гальваническая коррекция нейронного управления».

## История
Университет был основан как иезуитский колледж под названием «Колледж Святого Духа» в 1578 году и функционировал до изгнания ордена в 1767 году. Затем он был переименован в «Королевский Каролинский колледж» в 1790 году, после периода, когда здания использовались для различных целей, в том числе для воинских казарм. Когда иезуиты вернулись в Мексику в 1820 году, они снова взяли на себя управление колледжем под названием «Королевский колледж Святого Духа, Сан-Херонимо и Сан-Игнасио общества Иисуса», который после обретения Мексикой независимости в следующем году стал «Императорским колледжем Сан-Игнасио, Сан-Херонимо-и-Эспириту-Санто». В 1825 году он был выведен из-под контроля церковных властей и взят под контроль государства, став «государственным колледжем», хотя настоятелями по-прежнему оставались священники.
4 апреля 1939 года колледж был преобразован в университет под названием «Университет Пуэбла». Однако только почти двадцать лет спустя он получил автономию от государства, как «Автономный университет Пуэбла» в соответствии с законом, принятым 23 ноября 1956 года. В 1987 году он был переименован в «Заслуженный автономный университет Пуэбла».

## Организация университета
Девиз университета: «Хорошо думать, чтобы лучше жить» (по-испански «Pensar bien para vivir mejor»).
На логотипе университета изображена птица феникс в щите. На вершине щита расположена греческая богиня знаний Афина.
Использование слова «автономный» в названии университета означает, что университет хотя и получает средства от правительства, однако независим в выборе стратегии обучения и выборе образовательных программ.
Выступает в роли макроуниверситета, 34 % студентов получают магистерский уровень в университете Пуэбла.

## Кампусы
Университет Пуэбла имеет несколько кампусов, расположенных по всему штату. В городе Пуэбла есть четыре основные зоны, в которых располагаются кампусы университета: «Центральный район», расположенный в центре города, включающий множество зданий колониальной эпохи; «Университетский городок», расположенный в юго-восточной зоне города, где находится центральный офис университета; «Зона здоровья», в которую входит университетская больница и «Район Ангелополис», который является самым новым и представляет собой культурный комплекс университета. Университет шефствует над шестью средними школами города Пуэбла.
Наряду с ними в университете есть девять региональных отделений, которые работают в некоторых из крупнейших городов штата Пуэбла (Акацинго, Атлиско, Чиаутла, Чигнауапан, Куэцалан, Либрес, Теуакан, Тетела-де-Окампо и Сакапоастла).
Университет имеет три «иностранных академических подразделения», которые действуют почти автономно и расположены в городах Текамачалко, Ла-Магдалена, Тлатлаукитепек и Тезиутлан.

## Медиаресурсы
В университете с 1997 года работает университетское радио с передатчиками в Пуэбле, Теуакане и Чигнауапане, а также университетская телевизионная станция с передатчиками в Пуэбле и Теуакане.

## Спорт
Спортивные команды университета носят название «Волки университета Пуэбла». В штате есть несколько спортивных сооружений, которые дают возможность для тренировок студентов. Университет Пуэбла принимает участие в различных соревнованиях с участием представительных команд.
Футбольная команда «Волки университета Пуэбла» состоящая из студентов университета играет в профессиональной футбольной лиге Мехико Liga de Balompié Mexicano.

## Галерея
- Здание факультета философии университета Пуэбла
- Здание академии изящных искусств и университетской картинной галереи
- Дирекция библиотек университета в историческом центре Пуэбла
- Центральная библиотека университета Пуэбла